# Coproica acutangula
Coproica acutangula – gatunek muchówki z rodziny Sphaeroceridae i podrodziny Limosininae.
Gatunek ten opisany został w 1847 roku przez Johana Wilhelma Zetterstedta jako Limosina acutangula.
Muchówka o ciele długości od 1,2 do 1,3 mm, ubarwionym czarno z jasnymi skrzydłami. Tułów jej cechuje się: obecnością tylko jednej pary długich szczecinek śródplecowych, tarczką na całej powierzchni porośniętą krótkimi szczecinkami oraz dwoma szczecinkami na sternopleurach, z których przednia jest bardzo mała. Skrzydła są wyposażone w krótką szczecinkę u nasady żyłki kostalnej. Ich użyłkowanie odznacza się drugim sektorem żyłki kostalnej dłuższym niż trzeci, prostą w części wierzchołkowej żyłką radialną R2+3, niepigmentowanym odcinkiem żyłki medialnej M3+4 zakończonym przed krawędzią skrzydła, a u samca ponadto żyłką medialną i tylną żyłką poprzeczną tworzącymi niemal prostą, owłosioną linię wzdłuż tylnej krawędzi skrzydła.
Gatunek kosmopolityczny. W Europie znany z prawie wszystkich krajów, w tym z Polski.